# 凱爾恩湖
凱爾恩湖是愛沙尼亞的湖泊，位於該國東部，由沃魯縣負責管轄，海拔高度69米，長0.45公里、寬0.22公里，面積0.08平方公里，平均水深8.7米，最大水深26米。